# Forest Lake (del av en befolkad plats)
Forest Lake är en del av en befolkad plats i Australien. Den ligger i kommunen Brisbane och delstaten Queensland, omkring 18 kilometer söder om delstatshuvudstaden Brisbane. Antalet invånare är 22 426.
Runt Forest Lake är det tätbefolkat, med 493 invånare per kvadratkilometer.. Närmaste större samhälle är Brisbane, omkring 18 kilometer norr om Forest Lake. 
Runt Forest Lake är det i huvudsak tätbebyggt. Genomsnittlig årsnederbörd är 1 424 millimeter. Den regnigaste månaden är januari, med i genomsnitt 275 mm nederbörd, och den torraste är oktober, med 21 mm nederbörd.